# بوشته
شهر بوشته (به رومانیایی: Buşteni) در شهرستان پرهوا در کشور رومانی واقع شده‌است. جمعیت این شهر ۱۱٬۷۸۷ نفر  است.

## نگارخانه

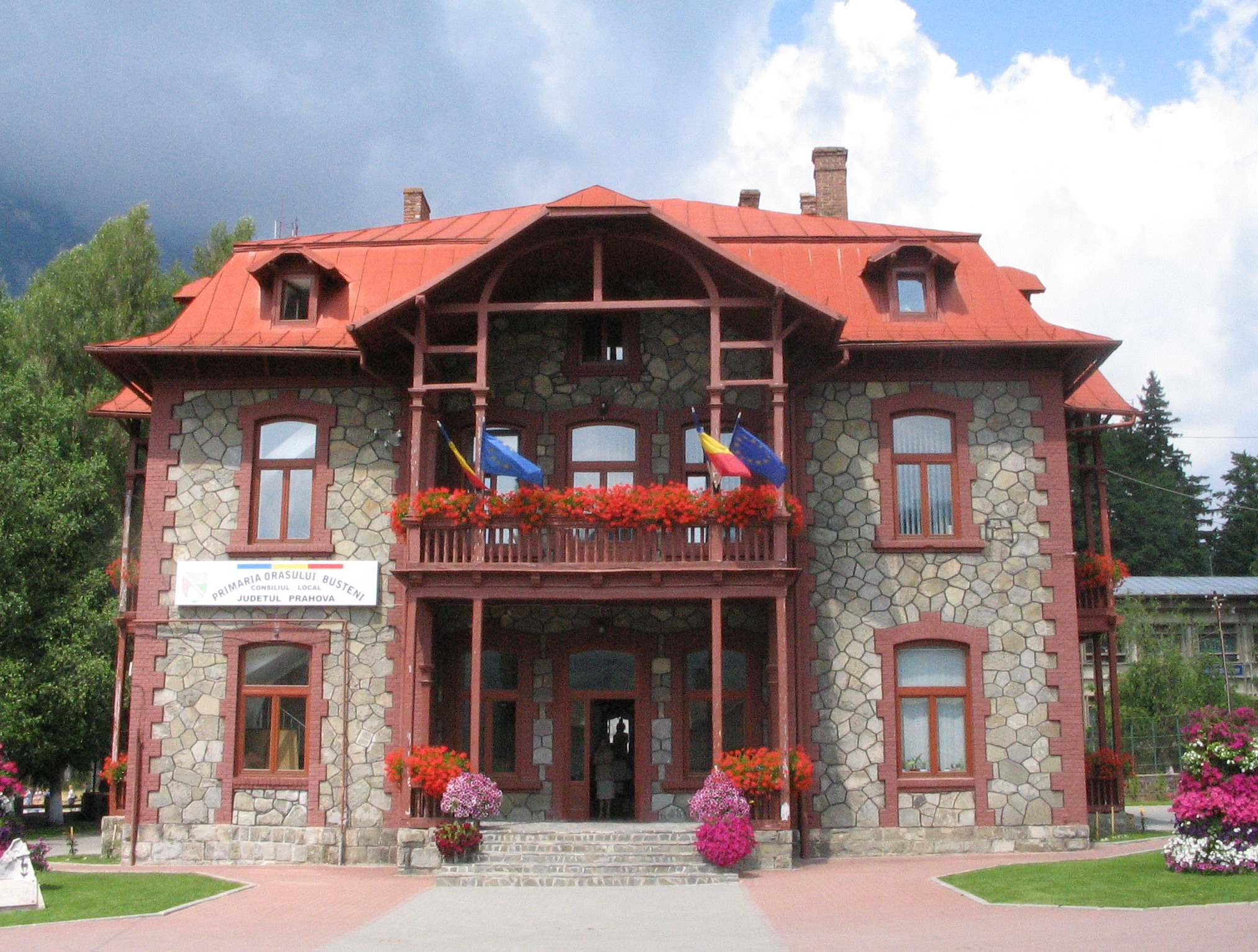